# Landschaftsverband Osnabrücker Land

Zuständigkeitsbereich des Landschaftsverbandes

Gebiet Landschaft des Fürstentums Osnabrück

Der Landschaftsverband Osnabrücker Land e. V. (LVO) wurde 1985 als eingetragener Verein gegründet. Er hat seinen Sitz in Osnabrück.
Er ist einer von insgesamt 13 Landschaften und Landschaftsverbänden in Niedersachsen. Sein Wirkungsbereich umfasst die dem Land Niedersachsen zugehörige Region des Osnabrücker Landes, den Landkreis Osnabrück und die kreisfreie Friedensstadt Osnabrück. Seine Aufgabe ist die regionale Kulturpflege und -förderung. Das Präsidium des Verbands wird satzungsgemäß gebildet durch den Oberbürgermeister (OB) der Stadt Osnabrück und den Landrat des Landkreises Osnabrück (LR), derzeit OB Katharina Pötter (Präsidentin) und LR Anna Kebschull (Vizepräsidentin). Die Landschaft des ehemaligen Fürstentums Osnabrück ist ein Mitglied des Landschaftsverbands Osnabrücker Land.

## Aufgaben
Der LVO hat wie die anderen Landschaften und Landschaftsverbände in Niedersachsen ausschließlich kulturelle Aufgaben. Inhaltlich ist er auf den Feldern der Kultur, Kunst, Natur und Regionalgeschichte tätig, sei es durch die Förderung Dritter oder durch eigene Projekte. Im Rahmen der niedersächsischen Verwaltungsreform wurde er zudem mit der Vergabe von Landesmitteln betraut.